# Технологічна сингулярність
Технологі́чна сингуля́рність — прогнозоване експоненційне зростання швидкості науково-технічного прогресу, яке, ймовірно, настане в 2020—2030-х роках внаслідок розвитку підривних інновацій, прискорення змін, удосконалення людини та створення сильного штучного інтелекту (AGI).
Технологічна сингулярність — це момент в історії людства, коли науково-технічний прогрес стане настільки швидким і складним, що виявиться недоступним для розуміння людським інтелектом. Але також очікується значне стрибкоподібне збільшення можливостей людського мозку та тіла за рахунок розвитку біоінженерії, медицини, інженерії та виробництва.
На думку футуролога Рея Курцвайла людство досягне штучного інтелекту людського рівня у 2029 році. На думку Ілона Маска — у 2025 році. В березні 2023 року деякі дослідники описали своє дослідження нецензурованої версії ChatGPT на базі GPT-4, що доступна тільки для розробників в OpenAI, ранньою та неповною версією сильного штучного інтелекту (AGI). В середині квітня 2023 року Сем Альтман з OpenAI заявив, що компанія поки припинила тренування GPT-5, у відповідь на лист з відповідним проханням від 50 тисяч людей, зокрема більше 1800 CEO та 1500 професорів, серед яких, Ілон Маск, Стів Возняк, Юваль Гарарі та багато інших людей.

## Визначення та обґрунтування
Першою, і мабуть, базовою ідеєю є наслідок із закону Мура: десь між 2015 і 2035 роками обчислювальна потужність окремих комп'ютерів зрівняється з «сирою» обчислювальною потужністю людського мозку, а потім і перевершить її. Закон Мура — це, насправді не закон, а емпіричний висновок з чинної швидкості розвитку технологій. Однак, якщо трактувати цей закон ширше (а саме, рахувати не кількість транзисторів та кристалів, а доступну швидкодію процесорів і обсяги пам'яті), то виявиться, що тримається воно значно довше існування інтегральних схем, змінивши по дорозі декілька технологій — електромеханічні обчислювачі, лампові, транзистори. Крім того, сам період 18 місяців умовний і з плином часу поступово зменшується. Також, у лютому 2023 року Сем Альтман, CEO OpenAI, запропонував оновлену версію закона Мура, яка може скоро стати реальністю — «кількість загального інтелекту подвоюється кожні 18 місяців».
Отже, візьмемо як робочу гіпотезу, що можливості комп'ютерів в найближчому майбутньому перевершать людські. На цьому рівні абсолютно не важливо, чи будуть вони насправді мислити. Оскільки результати їх роботи будуть такими ж, як якби вони мислили, причому швидше і глибше, ніж люди. Вперше за всю історію людства ми опинимося в суспільстві істот, розумніших, ніж ми самі. У романі «Полум'я над безоднею» Віндж називав їх Силами.
Наслідок: ми не зможемо повністю ні зрозуміти, ні передбачити подальший розвиток подій, коли «біля керма» цивілізації стануть не тільки, а потім і суто не люди, а надінтеллекти. В цьому і полягає сенс запропонованого Вінджем терміну «Сингулярність»: умови, в яких звичні моделі та подання втрачають свою придатність, і починається щось принципово інше.

## Суть проблеми та часові рамки

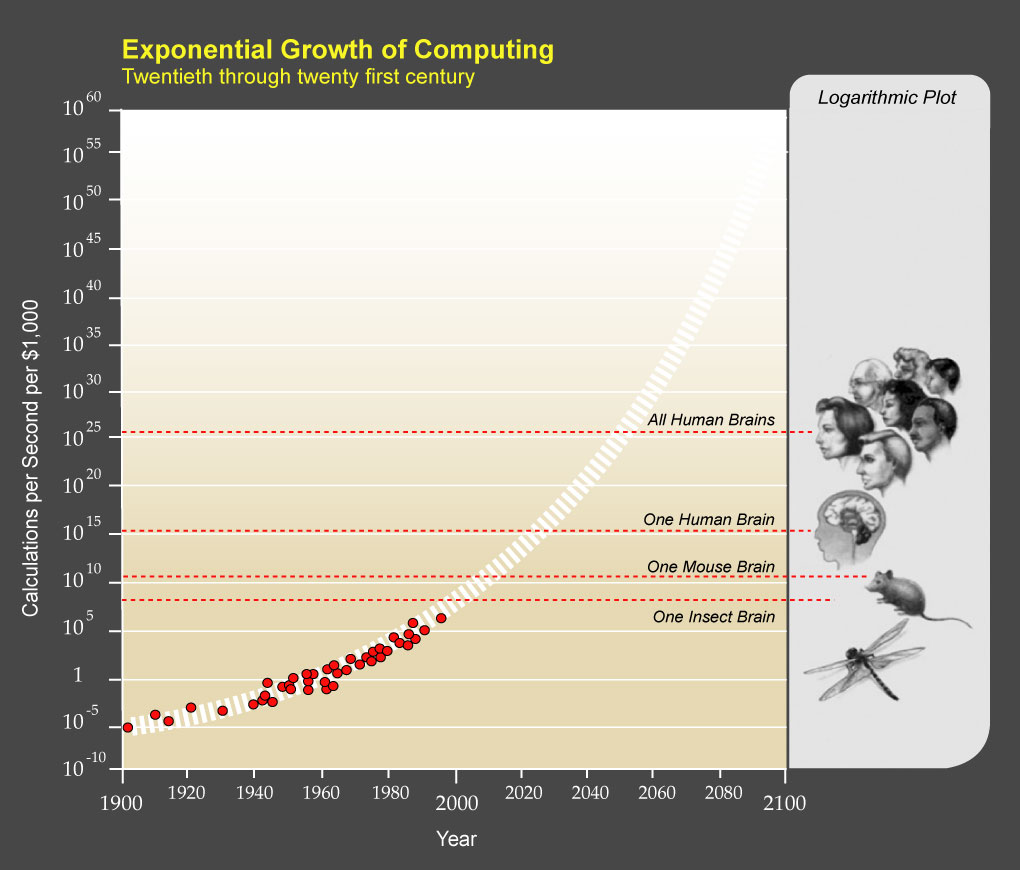
Експоненційне зростання потужності комп'юторів

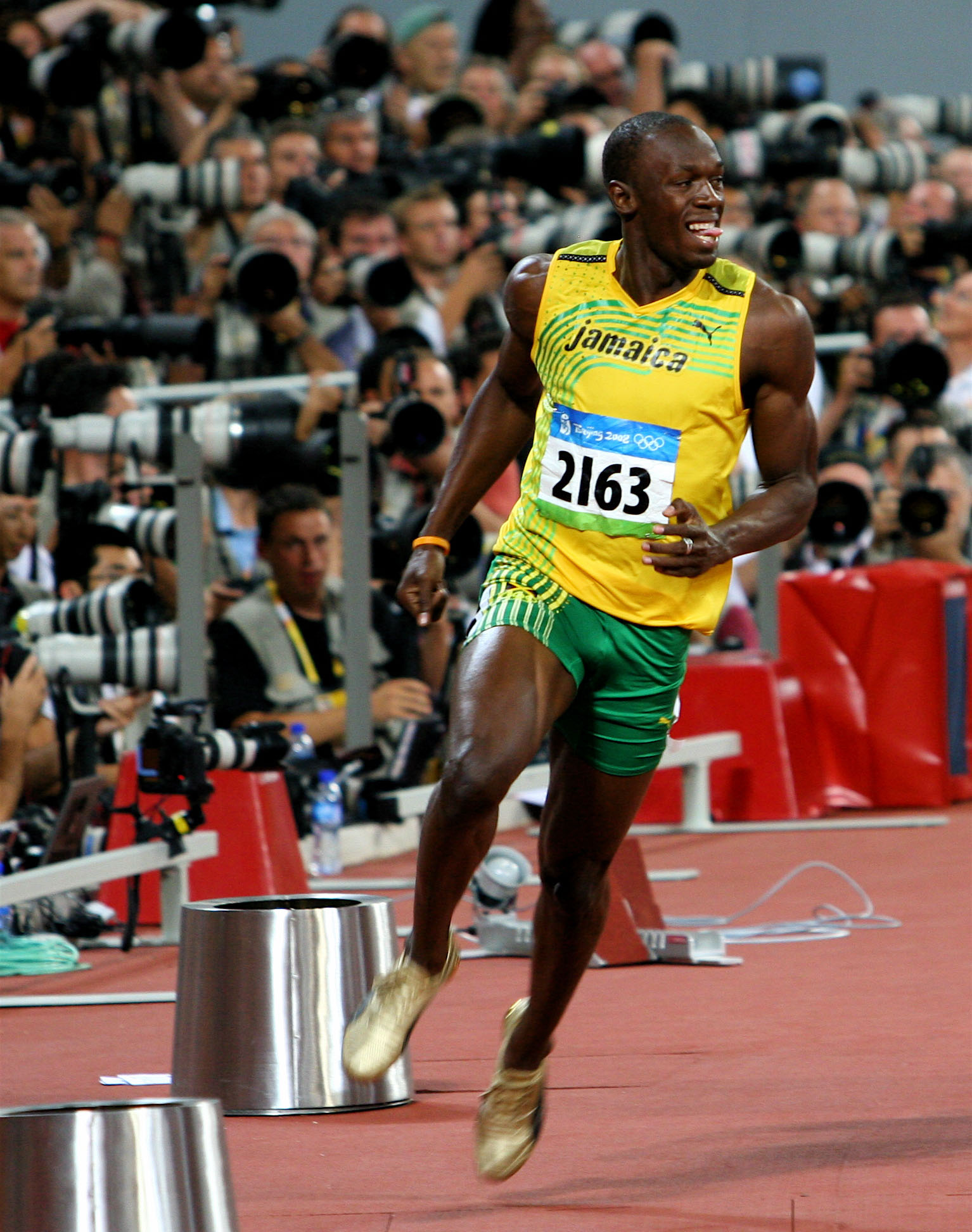
Розвиток медицини та біотехнологій дозволить майже необмежено вдосконалювати своє тіло та розум

Обчислювальна потужність 1 найкращого суперкомп'ютера щороку, виміряна у FLOPS

Прихильники теорії технологічної сингулярності, відомі як сингуляріанці, вважають, що якщо виникне принципово відмінний від людського розуму (постлюдина та/або сильний штучний інтелект, та/або їх комбінація), подальшу долю цивілізації неможливо передбачити, спираючись на людську (соціальну) поведінку. На думку футуролога Рея Курцвайла людство досягне Сильного штучного інтелекту (ШІ) людського рівня у 2029 році. На думку Ілона Маска — у 2025 році.
27 березня 2023 року вийшла стаття, в якій описувалось дослідження моделі GPT-4 через ChatGPT, в нецензурованій версії для розробників OpenAI. Дослідники прийшли до висноку: «…крім володіння мовою, GPT-4 може вирішувати нові та складні завдання, які охоплюють математику, кодування, бачення, медицину, право, психологію тощо, не потребуючи жодних спеціальних підказок. Крім того, у всіх цих завданнях продуктивність GPT-4 вражаюче близька до продуктивності людського рівня і часто значно перевершує попередні моделі, такі як ChatGPT. Враховуючи широту та глибину можливостей GPT-4, ми вважаємо, що його можна розумно розглядати як ранню (все ще неповну) версію системи штучного загального інтелекту (AGI).»
В середині квітня 2023 року Сем Альтман з OpenAI заявив, у відповідь на лист з відповідним проханням від 50 тисяч людей, зокрема більше 1800 CEO та 1500 професорів, та, зокрема, Ілон Маск, Стів Возняк, Юваль Гарарі та багато інших людей, що OpenAI поки припинила тренування GPT-5 та сфокусувалась на покращенні GPT-4 та вирішення питань безпеки.

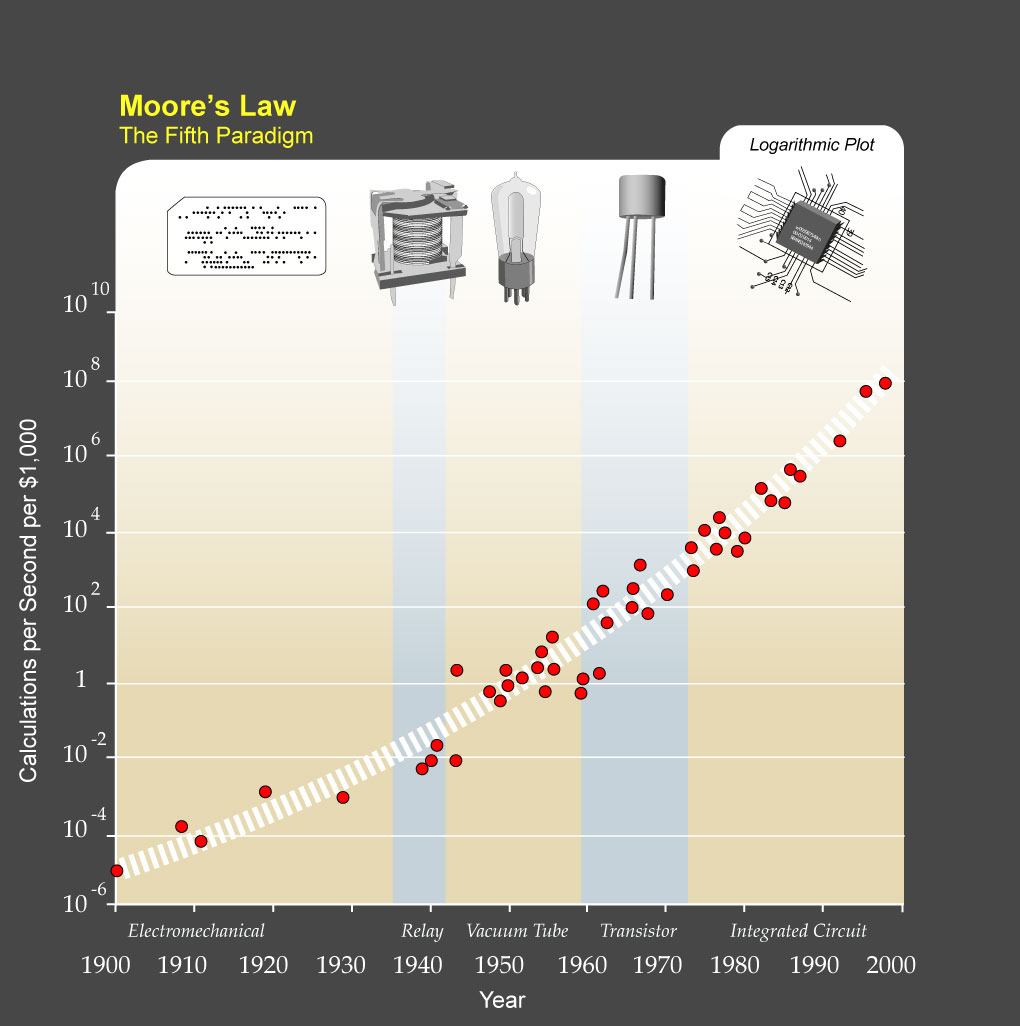
Рей Курцвайл пише, що через зміну парадигми тенденція експоненційного зростання поширює закон Мура від попередніх транзисторів, вакуумних ламп, реле та електромеханічних комп'ютерів до інтегральних схем і далі.

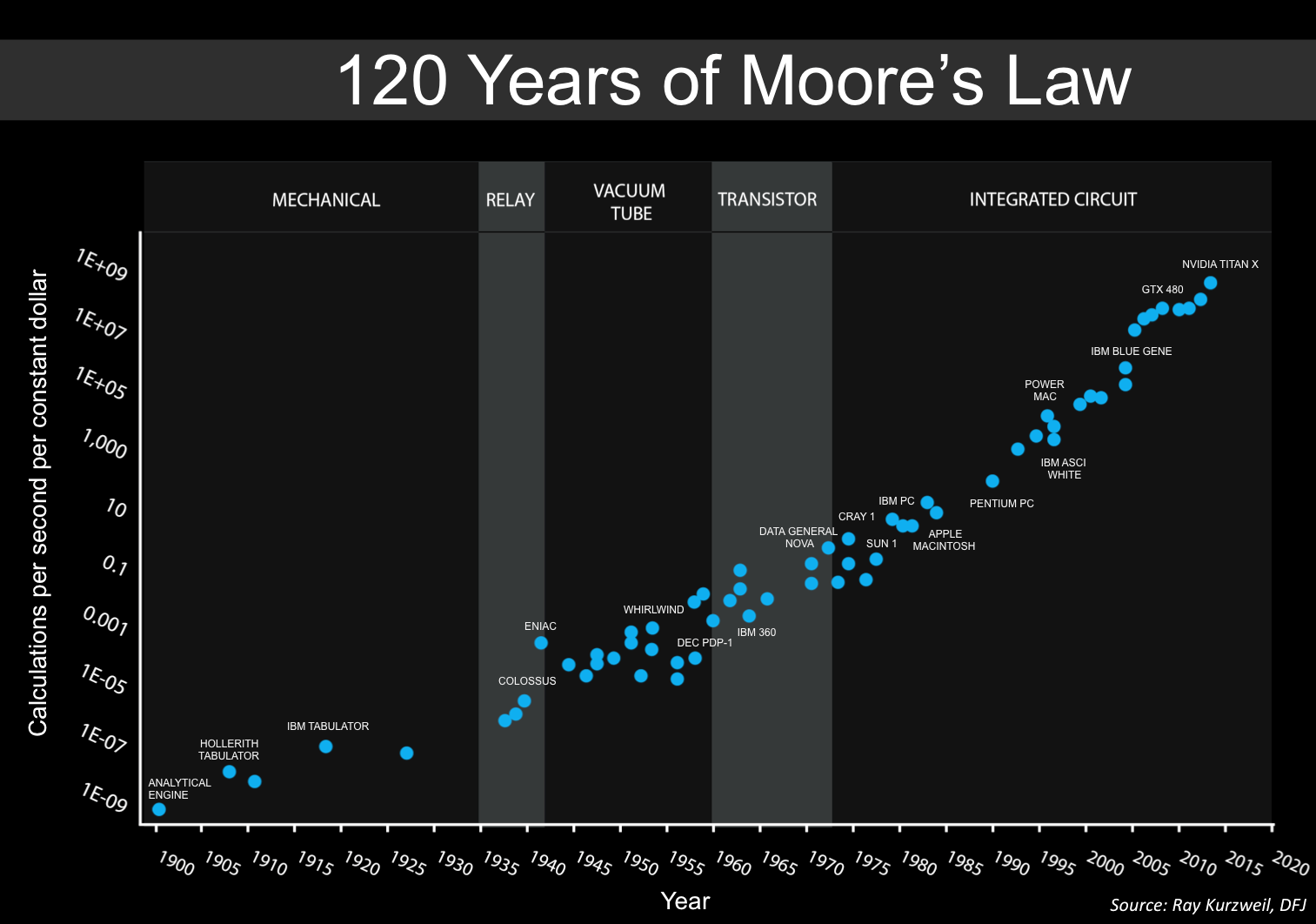
Оновлена версія закону Мура за 120 років (на основі графіка Курцвайла). 7 останніх точок даних — це всі графічні процесори Nvidia.

Термін «сингулярність» запозичений у астрофізиків, які використовують його при описі космічних чорних дір і в деяких теоріях зародження всесвіту — точка з нескінченно великою масою і температурою та нульовим об'ємом. Математична сингулярність (особливість) — точка, значення функції в якій прямує до нескінченності, або інші схожі «цікаві» точки.
У футурологічному контексті вперше термін «сингулярність» використав у середині XX століття Джон фон Нейман, маючи на увазі математичне, а не астрофізичне розуміння цього слова — точку, за якою екстраполяція починає давати абсурдні значення (розбігатися). Про це пише сам Вернор Віндж, якому цей термін зазвичай присвоюють.

## Можливі зміни

### Збільшення біологічних можливостей людини
Основні статті — Удосконалення людини, Біохакінг, Омолодження, Збільшення тривалості життя, Трансгуманізм, Постлюдина.
Експоненційний розвиток і нові відкриття біології, біоінженерії (молекулярної, генної, клітинної, тканинної, нейроінженерії), медицини (спортивна, превентивна, регенеративна та персоналізована медицина, геронтологія, епігенетика, генотерапія, наномедицина), інженерії та виробництва (наноінженерія, друк органів, супер'їжа) та практичного біохакінгу (здоровий спосіб життя, удосконалення людини, нейрохакінг, омолодження) можуть дозволити людству:
- Покращувати свої фізичні здібності — сила, швидкість, витривалість.
- Покращувати свої розумові (когнітивні, ментальні) здібності — пам'ять, увагу, мислення.
- Покращувати свої сенсорні здібності — зір, слух, та, навіть, сприйняття електромагнітного випромінювання чи звуку поза спектром чутливості людських органів чуття.
- Омолоджувати свій біологічний вік швидше старіння та досягти біологічного безсмертя.
- Значно модифікувати власний організм, завдяки біоінженерії, генотерапії, синтетичній біології, наноінженерії.

### Сильний штучний інтелект (AGI)
Основні статті — Сильний штучний інтелект, Дружній штучний інтелект, Штучний інтелект.
Людство створить такий штучний інтелект, що перевищить людський — Сильний штучний інтелект (Генералізований шучний інтелект, AGI). Такий інтелект зможе навчатись значно й значно швидше людини і може стати неконтрольованим та незрозумілим для людського інтелекту.
Різні групи філософів та вчених вважають, що AGI зможе призвести до розквіту людства як мультипланетарного виду. Але він потребує контролю і відсутності можливості й намірів причинення шкоди людству.
На думку футуролога Рея Курцвайла людство досягне Сильного ШІ людського рівня у 2029 році. На думку Ілона Маска — у 2025 році.

#### Приклади перевершення людського інтелекту штучним
Приклад № 1: штучний інтелект перемагає кімнату, заповнену кращими лікарями, у змаганні з діагностики пухлин (2018). Вчені Дослідницького центру неврологічних розладів штучного інтелекту та дослідницька група Столичного медичного університету в Китаї надали ШІ під назвою BioMind тисячі зображень захворювань, пов'язаних із нервовою системою. У змаганнях із двох раундів BioMind правильно діагностував 85 % випадків за 18 хвилин у порівнянні з групою найкращих неврологів, яка досягла лише 64 % точності за 50 хвилин.
Приклад № 2: штучний інтелект розробляє комп'ютерний чіп так само добре, як і інженер-людина — і швидше (2021). Набір алгоритмів від Google Brain тепер може розробляти комп'ютерні мікросхеми, які використовуються для запуску програмного забезпечення ШІ, які значно перевершують ті, що розроблені експертами-людьми. Використовуючи тип машинного навчання, який називається глибоким навчанням з підкріпленням, ці розробники чіпів зі штучним інтелектом можуть працювати за лічені години, порівняно з типовим процесом, який може тривати тижнями або навіть місяцями.
Приклад № 3: ШІ DeepMind розгадує математичні головоломки, які десятиліттями ставлять людей у глухий кут (2021). Працюючи з командами математиків, DeepMind розробив алгоритм для вирішення двох давніх головоломок у математиці: теорії вузлів і вивчення симетрій. Алгоритм міг розглядати різні математичні поля та виявляти зв'язки, які раніше вислизали від людського розуму. Вперше машинне навчання спрямоване на ядро математики — науки про виявлення закономірностей, які зрештою призводять до формально підтверджених ідей або теорем про те, як працює наш світ.
Приклад № 4: ШІ перемагає 8 чемпіонів світу з бриджу (2022). Бридж — це комунікаційна та стратегічна гра, яка довго протистояла домінуванню ШІ. Дотепер. Штучний інтелект для гри в бридж під назвою NooK, розроблений французьким стартапом NukkAI, переміг 8 чемпіонів світу з бриджу на змаганнях у Парижі. NooK — це свого роду гібридний алгоритм, який поєднує символічний (тобто оснований на правилах) ШІ з домінуючим сьогодні підходом до глибокого навчання. У 80 сетах проти своїх людських суперників NooK виграв 67, або 83 %.
Приклад № 5: штучний інтелект, який розробляє білки, створює ліки, про які люди навіть не мріяли (2022). Вчені з Університету Вашингтона використали алгоритм глибокого навчання, щоб не лише передбачити загальну площу функціонального сайту білка, але й сформувати структуру. Команда використовувала нове програмне забезпечення для створення ліків, які «борються з раком», і створювала вакцини проти звичайних, хоча іноді й смертельних, вірусів. Як зазначив провідний науковець у дослідженні д-р Девід Бейкер, «Глибоке навчання трансформувало прогнозування структури білка за останні два роки, зараз ми перебуваємо в середині подібної трансформації дизайну білка».

### Людино-комп'ютерні системи

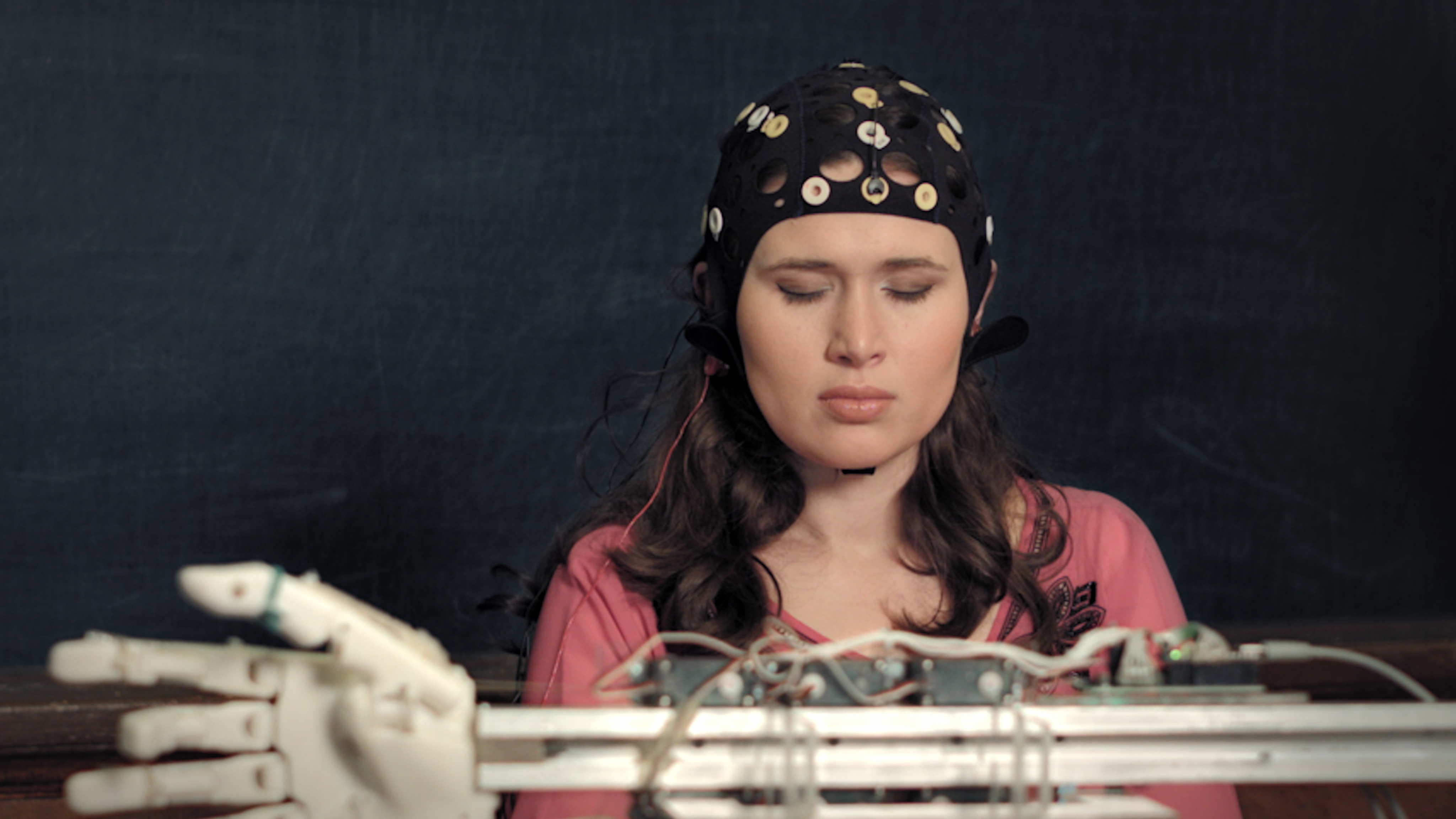
Нейрокомп'ютерний інтерфейс. Управління пластиковою рукою за допомогою думки.

Основні статті — Нейроінженерія, Нейрокомп'ютерний інтерфейс, Кіборг, Екзоскелет.
Основна суть цього підходу — в об'єднанні сильних сторін людини і комп'ютера. Людина використовує свідомість, інтуїцію, асоціації, емоційний інтелект. Комп'ютер виконує громіздкі точні розрахунки і розширює ефективний обсяг оперативної і довготривалої пам'яті людини.
Інший варіант тієї ж ідеї — узгоджена співпраця людей, об'єднаних комп'ютерною мережею.
Багато людей вже мають надлюдський інтелект, особливо ті, хто вміє ефективно працювати з комп'ютером. Деякі іспити вже зараз неможливо здати за розумний час без допомоги калькуляторів. Якщо дати людині комп'ютер з відповідним програмним забезпеченням, він легко досягне вищих результатів в існуючих IQ-тестах. Програми-словники і інтерактивні перекладачі дозволяють людині, спілкуватися цією мовою в чатах практично в реальному часі. Обсяг знань в розпорядженні людини, яка вміє користуватися пошуковими серверами в Інтернеті, значно збільшився. Чат-боти зі штучним інтелектом (ChatGPT від OpenAI) зробили значний крок вперед в доступі до високоякісної науково-освітньої інформації, синтезованої на запит користувача.
Результати роботи людино-машинного симбіозу однозначно свідчать про ефективне посилення інтелекту людства. Зменшення коефіцієнта закону Мура з 2 років до 1.5 було б неможливим без нових програмно-апаратних комплексів розробки і проєктування.
Багато що можна досягти навіть з уже існуючими обчислювальними потужностями, якщо зменшити кількість проміжних ступенів в парах «думка-дія» і «сприйняття-думка». Вже є датчики, що реагують на рух очей, тіла, дихання, тиск. Вже є наукові дисплеї з проєкцією зображення на сітківку. Вже існують працюючі моделі доповненої реальності, віртуальної реальності та метавсесвітів. Ведуться роботи над якісно новими мультимедійними інтерфейсами.

## Проблеми безпеки
За словами Еліезера Юдковского, значна проблема безпеки штучного інтелекту полягає в тому, що недружній штучний інтелект, ймовірно, буде набагато легше створити, ніж дружній ШІ. Хоча обидва вимагають значного прогресу в розробці процесів рекурсивної оптимізації, дружній ШІ також вимагає здатності робити структури цілей інваріантними під час самовдосконалення (інакше ШІ може перетворитися на щось недружнє) і структуру цілей, яка відповідає людським цінностям і не причиняти шкоди людству. З іншого боку, недружній ШІ може оптимізувати довільну структуру цілей, яка не повинна бути інваріантною при самозміні.
Bill Hibbard, (2014) пропонує дизайн штучного інтелекту, який уникає кількох небезпек, включаючи самообман, ненавмисні інструментальні дії та пошкодження генератора винагород.
Френк С. Робінсон передбачає, що як тільки люди створять машину з людським інтелектом, наукові й технологічні проблеми будуть вирішуватися за допомогою розумових здібностей, набагато вищих за людські. Він зазначає, що штучні системи можуть обмінюватися даними більш безпосередньо, ніж люди, і передбачає, що це призведе до створення глобальної мережі суперінтелекту, яка затьмарить людські можливості. Робінсон також обговорює, наскільки іншим може бути майбутнє після такого вибуху інтелекту. Одним із прикладів цього є сонячна енергія, коли Земля отримує набагато більше сонячної енергії, ніж уловлює людство, тому захоплення більшої кількості цієї сонячної енергії мало б великі перспективи для розвитку цивілізації.

## Принципи прихильників Сингулярності
Це витяг з принципів, які розробив Еліезер Юдковський — американський блогер, письменник, футуролог, фахівець з штучного інтелекту, дослідник проблем технологічної сингулярності, засновник Інституту Сингулярності.
Активність
Мало визнавати Сингулярність або говорити про неї. Треба робити і щось практично корисне, інакше рух буде задушений масою порожніх бюлетенів. Користь не обов'язково повинна бути матеріальною — наприклад, написання статей (тільки нових, а не проста компіляція старих) теж корисно. На поточному етапі активність може виявлятися і просто як очікування в готовності взятися за посильні справи, коли вони з'являться.
Технологічність
Сингулярність — природна подія, породжена суто технологічними причинами. Можна пов'язувати Сингулярність з будь-якими релігійними пророцтвами або містичними одкровеннями, але не декларувати це як офіційну позицію. Занадто легко дискредитувати рух, перетворивши його в чергову релігійну секту.
Не молитвами, медитаціями і праведним життям буде побудована Сингулярність, а наполегливою працею кваліфікованих фахівців.
Глобалізм
Сингулярність — для всіх. Не обов'язково бути абстрактним альтруїстом. Можна працювати заради власного блага — але так, щоб результатами вашої роботи змогли скористатися не тільки ви, але й усі охочі.
Співпраця і незалежність
Всі ми працюємо заради успіху спільної справи. Повага здібностей інших, доброзичливе співробітництво, вільний обмін інформацією та результатами надзвичайно корисні. Визнання особистих заслуг автора завжди доречно, але будь-який результат цінний сам по собі. Не дозволяйте особистим амбіціям заважати загальній роботі.
Хоча спільна робота ефективніша, прихильники Сингулярності не збираються в зграї і не будують організації, якщо це не потрібно для справи. Управління та координація необхідні і корисні, поки не стають надлишковими. Навіть залишившись у повній самотності та ізоляції, без надії на остаточну перемогу, прихильник Сингулярності продовжує роботу заради наближення Сингулярності.
Непідкореність
Будь-який шлях до Сингулярності гарний настільки, наскільки він веде до мети. Прихильники Сингулярності не заважають один одному розвивати напрями, які ті вважають перспективними.
Дискусії заради пошуку істини допускаються і вітаються, але не можна без вагомих обґрунтованих причин забороняти будь-кому рухатися своїм шляхом.

## Технологічна сингулярність в популярній культурі
Окрім піонерських оповідань Вернора Вінджа, сингулярність є центральною темою творів деяких інших авторів наукової фантастики. Серед них можна відмітити Вільяма Гібсона, Чарльза Стросса, Карла Шредера, Грега Ігана, Девіда Бріна, Іена Бенкса, Ніла Стівенсона, Тоні Баллантайна, Брюса Стерлінга, Дена Сіммонса, Дем'єна Бродерика, Фредеріка Брауна, Яцека Дукая, Нагару Танігава, Корі Доктороу. Кен Маклеод в своєму романі 1998 року «Підрозділ Кассіні» (англ. The Cassini Division) визначає сингулярність як «піднесення для нердів». Тематика сингулярності часто зустрічається в кіберпанкових романах. Наприклад рекурсивне самовдосконалення штучного інтелекту «Зимове Мовчання» в романі Вільяма Гібсона «Нейромансер». Опублікований у 1994 році на сайті Kuro5hin роман «Метаморфози вищого інтелекту» присвячений життю після запущеної штучним інтелектом сингулярності. Більш антиутопічний погляд на сингулярність в оповіданні Харлана Еллісона «Я не маю рота, але мушу кричати».
Історія 1950 року Айзека Азімова «Неминучий конфлікт» (остання частина Я робот) має машини, чотири суперкомп'ютери управління економікою у світі. Комп'ютери є незрозумілими для людей і неможливими для аналізу на наявність помилок. Наприкінці історії, було сказано, що відтепер (це відбувається в 2052), жоден великий конфлікт не може виникнути, і Машини збираються направити людство до кращого майбутнього.
Роман 1979 року Джеймса П. Хогана «Два обличчя завтрашнього дня» явно описує те, що зараз називається Сингулярністю. Система штучного інтелекту вирішує проблеми розкопок на Місяці блискучим та новим шляхом, але ледь не вбиває екіпаж в процесі роботи. Розуміючи, що системи стають занадто складними і складно прогнозувати й управляти ними, науковий колектив має намір навчити їх, як мислити більш по-людськи. Історія описує зростання самосвідомості в комп'ютерній системі, втрату людьми контролю, і невдалі спроби закрити експеримент, а також як комп'ютер відчайдушно захищається, і комп'ютерний інтелект досягає зрілості.
У 1984 році в романі Вільяма Гібсона «Neuromancer», штучний інтелект, здатний поліпшити свої програми, суворо регулюється спеціальним «Тюрінг контролерами», щоб переконатися, що вони не перевищують певного рівня інтелекту. І сюжет побудовано на зусиллях одного з таких ШІ, обійти цей контроль. 1994 року роман «Метаморфози» «Головний Інтелект» має ШІ, який самонавчається так швидко, щоб отримати низькорівневий контроль над всією матерією у Всесвіті протягом кількох годин.
Новели Вільяма Квіка «Dreams of Flesh and Sand» (1988), «Dreams of Gods and Men» (1989), і «Singularities» (1990) представляють звіт про перехід через сингулярність, в останньому романі один із героїв заявляє, для того щоб вижити, людство має інтегруватися в нові машини штучного інтелекту, або людство буде розчавлено їх владою. Машини — найбільший ризик.
У серії Gridlinked Ніла Ешера описане майбутнє, де люди живуть в Країні, що регулюються ШІ. В той час коли деякі ображені, більшість ШІ вважає, що вони набагато кращі управителі, ніж будь-яка людина. У четвертому романі, «Polity Agent», він зазначив, що Сингулярність запізнилась, і більшість ШІ вирішили не брати участь в ній з причин, які тільки вони знають.
У кінематографі прикладом фільму, повністю присвяченого технологічної сингулярності та реакції людства на неї, є «Перевага». Є популярні фільми, в яких комп'ютери стають інтелектуальними і жорстко придушують людський рід, наприклад: Термінатор, Я, робот, Матриця. А також серіал Battlestar Galactica.
Айзек Азімов висловив ідеї, близькі до сингулярності в оповіданні The Last Question. Майбутнє Азімова передбачає реальність, в якій поєднання сильного штучного інтелекту і пост-люди споживають в космос. Також ШІ відчуває, що йому бракує достатньої інформації, щоб прийти до висновку, до кінця цієї задачі, коли ШІ дійсно знаходить рішення. Показово, що він робить це для того, щоб виконати свій обов'язок, щоб відповісти на питання людей.
Згідно з есхатологічною теорією кінця світу, а саме Техногенною теорією «Машинний контроль», кінець світу настане в результаті заміни людської праці на машинну. Всю роботу будуть виконувати роботи, кіборги та машини.
Айзек Азімов стверджував, що механічний кінець світу виникне, якщо робот не буде дотримуватися трьох основних законів, які й є головними для машини-робота:
1. Машина не може завдати шкоди людині
2. Машина зобов'язана ліквідувати причину, що загрожує життю людини
3. Машина може надавати допомогу людині, тільки якщо це не завадить самій людині, або іншим людям.

Імонн Хілі обговорює прискорення змін в фільмі Waking Life. Він ділить історію на більш короткі періоди, він розділяє на «два мільярди років життя, шість мільйонів років гомініди, сто тисяч років людства, яке ми знаємо». Він продовжує рухатись до культурної еволюції людини, даючи такі часові рамки: десять тисяч років для сільського господарства, чотириста років для наукової революції, і сто п'ятдесят років для промислової революції. Інформація при цьому підкреслюється, як забезпечуюча основу для нової еволюційної парадигми, з штучним інтелектом в своїй кульмінації. Він робить висновок, що врешті-решт буде створено «neohumans», яке узурпує нинішню роль людства в науково-технічному прогресі і дозволить показниковій тенденції прискорити зміни, щоб продовжувати поза межею людських можливостей.

### Кіберпанк
Кіберпанк (англ. Cyberpunk) — піджанр наукової фантастики, що виник у 1980-х роках; концентрується на зображенні високих комп'ютерних технологій, що сусідують з низьким рівнем життя людей. У творах цього жанру події часто відбуваються у майбутньому, в техногенному чи віртуальному просторі, нерідко розмиті кордони між реальним і віртуальним світом.

### Біопанк
Біопанк (англ. Biopunk) — піджанр наукової фантастики, висвітлюючий розвиток біотехнологій. Біопанк поєднує в собі опис науково-технічного прогресу в біологій, біоінженерії (генна, клітинна, тканинна), медицини (превентивна, регенеративна, персоналізована, наномедицина), біохакінгу (вдосконалення людини, омолодження), інженерії (наноінженерія, зелені нанотехнології) та виробництва (супер'їжа, друк органів).

### Соларпанк
Соларпанк (англ. Solarpunk) — піджанр наукової фантастики, а також літературний, мистецький і активістський рух, що бачить і працює над реалізацією сталого майбутнього, взаємопов'язаного з природою та суспільством. «Солар» (від укр. «сонячний») представляє сонячну енергію як відновлюване джерело енергії та оптимістичне бачення майбутнього, яке відкидає нігілізм та кліматичний думеризм, тоді як «панк» стосується контркультурного, посткапіталістичного та деколоніального ентузіазму у створенні такого майбутнього. Як науково-фантастичний літературний піджанр і мистецький напрям, соларпанк розглядає питання про те, як могло б виглядати майбутнє, якби людству вдалося розв'язати основні сучасні проблеми з акцентом на стійкість, вплив людини на навколишнє середовище, боротьбу зі зміною клімату та забрудненням навколишнього середовища. Особливо як піджанр, він пов'язаний з похідними кіберпанку, а також може запозичувати елементи з утопічних та фентезійних жанрів.